# اندروید استودیو
اندروید استودیو (به انگلیسی: Android Studio) یک محیط برنامه‌نویسی برای پلتفرم اندروید است. این برنامه در ۱۶ مه ۲۰۱۳ توسط گوگل در کنفرانس گوگل آی/او معرفی شد. از ماه ژوئن ۲۰۱۳ نگارش پیش‌نمایش این برنامه (به‌صورت رایگان) برای آزمایش در دسترس توسعه‌دهندگان قرار گرفت. محیط برنامه‌نویسی اندروید استودیو، بر اساس نرم‌افزار جت‌برینز توسط شرکت اینتلیج طراحی شده‌است. این نرم‌افزار به‌طور اختصاصی برای توسعه نرم افزارهای اندروید ساخته شده‌است. هم‌اکنون اندروید استودیو برای دریافت بر روی ویندوز، مک و لینوکس در دسترس است.

## امکانات
در این نرم‌افزار چندین ویژگی تازه برای کاربران است:
- چیدمان زنده: ویرایشگر WYSIWYG، کدنویسی زنده، رندر هم‌زمان برنامه
- کنسول توسعه‌دهنده: راهنمای بهینه‌سازی، کمک برای ترجمه، ردیابی ارجاع، شیوهٔ استفاده
- ارائه نگارش آزمایشی و اجرای صحنه
- پشتیبانی از ساخت مبتنی بر گریدل
- رفع و عیب‌یابی مخصوص اندروید
- ابزار لینت برای گرفتن کارکرد، توانایی استفاده، نگارش سازگار با مشکلات دیگر
- قابلیت سپر پیشرفته (پروگارد) و امضای برنامه
- مبتنی بر الگوی wizard برای ایجاد طرح اندروید و اجزای مشترک
- ویرایشگر طرح بندی غنی که به شما اجازهٔ کشیدن و رها کردن را می‌دهند. گزینه‌ای برای تنظیمات پیش‌نمایش طرح‌بندی در صفحه نمایش چندگانه

## سامانه مورد نیاز

### نگارش‎3.x‏[۷]
| معیار           | توضیح |
| --------------- | --- |
| نگارش کارگزار   | مایکروسافت ویندوز ۷/۸/۱۰ (۳۲-بیت یا ۶۴-بیت)، برای دیباگ نیتیو به نسخهٔ ۶۴-بیت نیاز است. مک اواس ایکس ۱۰٫۱۰ (یوسیمیتی) یا بالاتر، تا ۱۰٫۱۳ و ۱۰٫۱۴ (مک‌اواس‌های سیرا/مک‌اواس موهاوی) لینوکس دسکتاپ گنوم یا کی‌دی‌ئی (۶۴-بیت با قابلیت اجرای اپلیکیشین‌های ۳۲-بیت) (کتابخانه سی گنو (‎glibc‏) ۲٫۱۹+) |
| رم              | حداقل ۳ گیگابایت رم، ۸ گیگابایت رم پیشنهادی؛ بعلاوه ۱ گیگابایت برای شبیه‌ساز اندروید |
| فضای دیسک       | حداقل ۲ گیگابایت فضای خالی در دسترس، ۴ گیگابایت فضای خالی پیشنهادی (۵۰۰ مگابایت برای آی‌دی‌ئی + ۱٫۵ گیگابایت برای Android SDK و ایمیج‌های سیستمی شبیه‌سازی) |
| نگارش جاوا      | کیت توسعه جاوا (‎JDK‏) ۸، استفاده از OpenJDK باندل شده پیشنهاد می‌شود. |
| وضوح صفحه نمایش | حداقل وضوح ۸۰۰×۱۲۸۰ |

### نگارش‎2.x‏[۷]
| معیار           | توضیح |
| --------------- | --- |
| نسخهٔ سیستم عامل | مایکروسافت ویندوز ۷ یا بالاتر مک اواس ایکس ۱۰٫۹٫۵ یا بالاتر لینوکس دسکتاپ گنوم یا کی‌دی‌ئی                            |
| رم              | ۸ گیگابایت رم پیشنهادی؛ بعلاوه ۱ گیگابایت برای شبیه‌ساز اندروید                                                      |
| فضای دیسک       | ۵۰۰ مگابایت فضای خالی برای اندروید استودیو حداقل ۱٫۵ گیگابایت فضا برای Android SDK، ایمیج‌های سیستمی شبیه‌سازی و کش‌ها |
| نسخهٔ جاوا       | کیت توسعه جاوا (‎JDK‏) ۸، استفاده از OpenJDK باندل شده (نسخهٔ ۲٫۲ یا بالاتر) پیشنهاد می‌شود.                            |
| وضوح صفحه نمایش | حداقل وضوح ۸۰۰×۱۲۸۰                                                                                                 |

### نگارش‎1.x‏[۷]
| معیار           | توضیح |
| --------------- | --- |
| نسخهٔ سیستم عامل | مایکروسافت ویندوز XP یا بالاتر مک اواس ایکس ۱۰٫۸٫۵ یا بالاتر دسکتاپ گنوم، کی‌دی‌ئی یا یونیتی بر روی اوبونتو، فدورا یا گنو/لینوکس دبیان |
| رم              | حداقل ۳ گیگابایت رم، ۴ گیگابایت رم پیشنهادی                                                                                          |
| فضای دیسک       | ۵۰۰ مگابایت فضای خالی برای اندروید استودیو حداقل ۱٫۰ گیگابایت فضا برای Android SDK، ایمیج‌های سیستمی شبیه‌سازی و کش‌ها                  |
| نسخهٔ JDK        | کیت توسعه جاوا (‎JDK‏) ۷ یا بالاتر |
| وضوح صفحه نمایش | حداقل وضوح ۸۰۰×۱۲۸۰ |

اندروید امولاتور (Android Emulator) دارای نیازهای اضافی بیشتر از نیازهای اساسی سیستم برای اندروید استودیو است، که در زیر شرح داده شده‌است:
- ابزارهای SDK 26.1.1 یا بالاتر.
- پردازنده ۶۴ بیتی.
- ویندوز: CPU با پشتیبانی UG.
- HAXM 6.2.1 یا بالاتر (HAXM 7.2.0 یا بالاتر توصیه می‌شود).

استفاده از شتاب سخت‌افزاری در ویندوز و لینوکس نیازهای دیگری دارد:
پردازنده Intel در ویندوز یا لینوکس: پردازنده Intel با پشتیبانی از (Intel VT-x، Intel EM64T (Intel 64.
پردازنده AMD در لینوکس: پردازنده AMD با پشتیبانی از (AMD Virtualization (AMD-V و (Supplemental Streaming SIMD Extensions 3 (SSSE3.
پردازنده AMD در ویندوز: Android Studio 3.2 یا بالاتر و ویندوز ۱۰ آوریل ۲۰۱۸ برای عملکرد (Windows Hypervisor Platform (WHPX منتشر شده یا بالاتر.
برای کار با اندروید ۸٫۱ (سطح API 27) و تصاویر بالاتر از سیستم، یک وب کم متصل باید قابلیت ضبط فریم 720p را داشته باشد.

## پشتیبانی از زبان‌های برنامه‌نویسی
Android Studio از همه زبانهای برنامه‌نویسی IntelliJ (و CLion) مشابه پشتیبانی می‌کند. جاوا، ++ C و موارد دیگر با پسوندهایی مانند Go; و Android Studio 3.0 یا بالاتر از Kotlin و «همه ویژگی‌های زبان Java 7 و زیر مجموعه ای از ویژگی‌های زبان Java 8 پشتیبانی می‌شود که بسته به نسخه پلت فرم دارد» جز این موارد هستند. پروژه‌های خارجی برخی از ویژگی‌های جاوا ۹ را پشتیبانی می‌کنند. در حالی که IntelliJ بیان می‌کند که Android Studio از همه نسخه‌های Java منتشر شده و Java 12 پشتیبانی می‌کند، اما مشخص نیست که Android Studio در چه سطحی از نسخه‌های Java تا Java 12 را پشتیبانی می‌کند (در اسناد و مدارک به پشتیبانی جزئی Java 8 اشاره شده‌است). برخی از ویژگی‌های زبان جدید تا Java 12 در Android قابل استفاده است.
هنگامی که برنامه ای با Android Studio کامپایل شد، می‌توان آن را در فروشگاه Google Play منتشر کرد. این برنامه باید مطابق با محتوای توسعه دهنده فروشگاه گوگل پلی باشد.